# Єпархія Васада
Єпархія Васада (лат.: Dioecesis Vasadensis) — закрита кафедра Константинопольського патріархату та титулярна кафедра католицької церкви.

## Історія
Васада, яку можна ототожнити з Кестельдагом у сучасній Туреччині, є стародавнім єпископським престолом римської провінції Лікаонія в цивільній єпархії Азії. Вона входила до Константинопольського патріархату і була суфраганкою архієпархії Іконії.
Єпархія, відома як Уасада або Васада, задокументована в Notitiae Episcopatuum Константинопольського патріархату до ХІІ століття.
Є кілька відомих єпископів цієї стародавньої єпископської кафедри. Перший — Феодор, який брав участь у Нікейському соборі 325 року; через помилку в рукописній традиції його ім'я зустрічається як серед єпископів Ісаврії, так і серед єпископів Пісідії. Слід пам’ятати, що Лікаонія була зведена як римська провінція лише до 371 року.
У листі св. Василія, написаному близько 374/375 р. до митрополита Іконійського Амфілоха, згадується єпископ Север, місцезнаходження якого, однак, невідоме: за словами Ле Квієна, він був єпископом Васади, а для інших авторів належав до єпархії Містія.
На Халкедонському соборі 451 року єпископа Олімпіона не було; на урочистій сесії 25 жовтня в присутності імператора Маркіана його представляє митрополит Іконійський Онисифор, який замість нього підписав визначення віри.
Горгоній підписав петицію, надіслану Константинопольським синодом 20 липня 518 р. до патріарха Іоанна про розірвання його стосунків із Севером Антіохійським і відновлення віри Халкедону. Через погану рукописну традицію атрибуція резиденції єпископа Горгоніо є невизначеною, що одні автори приписують Васаді в Лікаонії, інші — Еноанді в Лікії.
Конон брав участь у соборі в Трулло 692 року. Нарешті, на Константинопольському соборі 879-880 рр., який реабілітував Фотія, ми знаходимо, за словами Мішеля Ле Кьєна, двох єпископів, Никифора та Ніколая, які підтримували двох конкуруючих патріархів, Фотія та Ігнатія I.
З 1929 року Васада входить до числа титулярного єпископського престолу Католицької Церкви; місце було вакантним з 4 травня 1980 року. Його єдиними власниками були: Джозеф Джеймс Бірн, апостольський вікарій Кіліма-Нджаро, нині єпархія Моші, та Йоганн Вембер, апостольський вікарій Північної Норвегії, нині територіальна прелатура Тромсе.

## Хронотаксис

### Грецькі єпископи
- Теодор † (згадується в 325 р.)
- Север ? † ( згадується в 374/375 р.)
- Олімпій † (згадується в 451 р.)
- Горгоній ? † (згадується в 518 р.)
- Конон † (згадується в 692 р.)
- Никифор † (згадується 879 р.)
- Ніколай † (згадується 879 р.)

### Титулярні єпископи
- Джозеф Джеймс Бірн, CSSp. † (29 листопада 1932 - 25 березня 1953 призначений єпископом Моші)
- Йоганн Вембер, MSF † (помер 18 лютого 1955 - 4 травня 1980)

## Зовнішні посилання
- (англ.) La sede titolare su Catholic Hierarchy
- (англ.) La sede titolare su Gcatholic